# Xupu
Xupu (溆浦县,  Xùpǔ Xiàn) ist ein Kreis, der zum Verwaltungsgebiet der bezirksfreien Stadt Huaihua in der zentral-südlichen Provinz Hunan der Volksrepublik China gehört. Er hat eine Fläche von 3.438 km² und zählt 757.797 Einwohner (Volkszählung 2020). Sein Hauptort ist die gleichnamige Großgemeinde Lufeng (卢峰镇).
Der ehemalige Wohnsitz von Xiang Jingyu (Xiang Jingyu guju 向警予故居) steht seit 1996 auf der Liste der Denkmäler der Volksrepublik China (4-217).